# Oxira glabrina
Oxira glabrina là một loài bướm đêm trong họ Noctuidae.